# Silver Apples
Silver Apples  var en psykedelisk elektronisk duo fra New York, som bestod af Simeon Coxe III, der optrådte med en primitiv og selvopfunden synthesizer, og trommeslageren Danny Taylor. Gruppen var aktiv mellem 1967 og 1969, før de i 1990'erne gendannede sig. De var en af de første grupper til i udstrakt form at anvende teknikker fra den elektroniske musik inden for "a rock idiom", og deres minimalistiske stil, med dens pulserende, jagende beat og ofte uharmoniske modalitet tog ikke blot forskud på den eksperimentelle elektroniske musik og 70'ernes krautrock, men også undergrundsdansemusik samt 1990'ernes indierock. 

## Discografi
LP'er
- Silver Apples, Kapp Records, 1968
- Contact, Kapp, 1969
- Beacon, Whirlybird, 1998
- Garden, Whirlybird, 1998
- Decatur, Whirlybird, 1998

Singles
- Oscillations/Misty Mountain, KAPP Records, 1968, 45 single
- You & I/I Have Known Love, 1969, 7" Single
- Enraptured, 1997, 7"Single
- Fractal Flow/Lovefingers, Whirlybird Records, 1997, CD

Compilations
- Silver Apples, MCA, 1997, CD(genudgivelse af første og sidste plade)

## Eksterne links
- Silver Apples' officielle Website Arkiveret 10. april 2007 hos  Wayback Machine